# IRIS-T SLM
IRIS-T SLM (IRIS-T Surface Launched Medium Range) là một hệ thống phòng không đất đối không do hãng Đức Diehl Defence phát triển. Đó là vũ khí có khả năng bảo vệ mọi mặt (360°) đánh chặn, bắn hạ các loại máy bay tiêm kích, trực thăng, tên lửa hành trình, pháo phản lực, máy bay không người lái, tên lửa và tên lửa chống radar ở độ cao 20 km, tầm xa 40 km. Chương trình phát triển đã hoàn tất năm 2014.

## Các nước sử dụng
- Ai Cập – Chính phủ Đức cho phép vào tháng 9 2018 xuất cảng 7 hệ thống IRIS-T SLM sang Ai Cập.[1] Vào tháng 12 2021 lại được phép giao thêm 16 hệ thống.[2]
- Na Uy – Diehl và Kongsberg phát triển một hệ thống phòng không trên căn bản của IRIS-T-SLS.[3]
- Thụy Điển – Những hệ thống đầu tiên IRIS-T SLS được giao cho Thụy Điển vào năm 2019.[4]
- Ukraina – Sau khi Nga xâm lược Ukraina 2022, chính phu Đức cho phép giao hệ thống Iris-T-SLM cho Ukraina đầu tháng 6 2022. Hệ thống đầu tiên được giao vào tháng 10 2022.[5]